# شاي أستر
شاي أستر (بالإنجليزية: Shay Astar)‏ هي ممثلة ومغنية ومؤلفة أغاني أمريكية. ولدت في 29 من سبتمبر سنة 1981 بـ الولايات المتحدة.

## روابط خارجية
- شاي أستر على موقع IMDb (الإنجليزية)
- شاي أستر على موقع ألو سيني (الفرنسية)
- شاي أستر على موقع ميوزك برينز (الإنجليزية)
- شاي أستر على موقع أول موفي (الإنجليزية)
- شاي أستر على موقع ديسكوغز (الإنجليزية)
- شاي أستر على موقع قاعدة بيانات الفيلم (الإنجليزية)
- شاي أستر على موقع كينوبويسك (الروسية)